# Kilmurry Ibrickane GAA
Kilmurry Ibrickane GAA (KIB) is een Gaelic football-club aangesloten bij Gaelic Athletic Association en gevestigd in Quilty. De club is het resultaat van een fusie tussen Quilty GAA en Kilmurry Ibrickane GAA, gevestigd in Mullagh.
De parochie "Kilmurry Ibrickane" is gesitueerd in West-Clare. In 1890 haalde een team uit Coore, het derde dorp in de parochie, de finale van het knock-outtoernooi om de titel van County Clare. De club met dezelfde naam ontstond in 1914. Zij haalde in het eerste jaar van haar bestaan een prijs binnen: het "junior championship" (voor teams met spelers onder 21 jaar). In 1933 won KIB in County Clare de "senior"-titel.
In 1935 was er een bijzondere finale om de county-titel. Twee clubs uit de parochie Kilmurry Ibrickane namen het tegen elkaar op. Quilty won van KIB en ging met de cup naar huis. Daarna volgden verscheidene titels en bekers in de verschillende juniorenklassen, maar geen prijzen bij de senioren.
Gebrek aan geld en de emigratie van grote aantallen jongeren bedreigden het voortbestaan van zowel KIB GAA als Quilty GAA. Vandaar dat in 1960 beide clubs besloten te fuseren. KIB had daarbij de bekendere naam (tevens van de parochie die zij zou dienen) terwijl Quilty de betere accommodatie had.
Begin jaren negentig kocht de club een ca. 5 hectare groot terrein waarop het huidige stadion Pairc Naomh Mhuire verrees. Het hele sportpark (met uitzondering van het speelveld) werd aangelegd door vrijwilligers. Fr. Harry Bohan verrichtte op 1 mei 1994 de officiële opening. De tribune voor 1000 personen werd in 1998 officieel in gebruik genomen.
De club heeft tot januari 2010 twee Munster-titels behaald, in 2004 en 2009. Om deze (provinciale) titel wordt gestreden door de kampioen van elke county, waarna de winnaar van de titel doorgaat naar de (nationale) All-Ireland competitie. In 2005 verloor KIB de kwartfinale en was uitgeschakeld. In 2010 werden zowel de kwartfinale (tegen Ruislip GAA) als de halve finale (tegen Portlaoise GAA) gewonnen, waardoor de ploeg voor het eerst in de historie van de club (en als eerste club uit County Clare) in de finale voor de All-Ireland titel in Croke Park stond. Tegenstander St. Gall's GAC was te sterk en won de partij met overtuigende cijfers.

## Prijzen

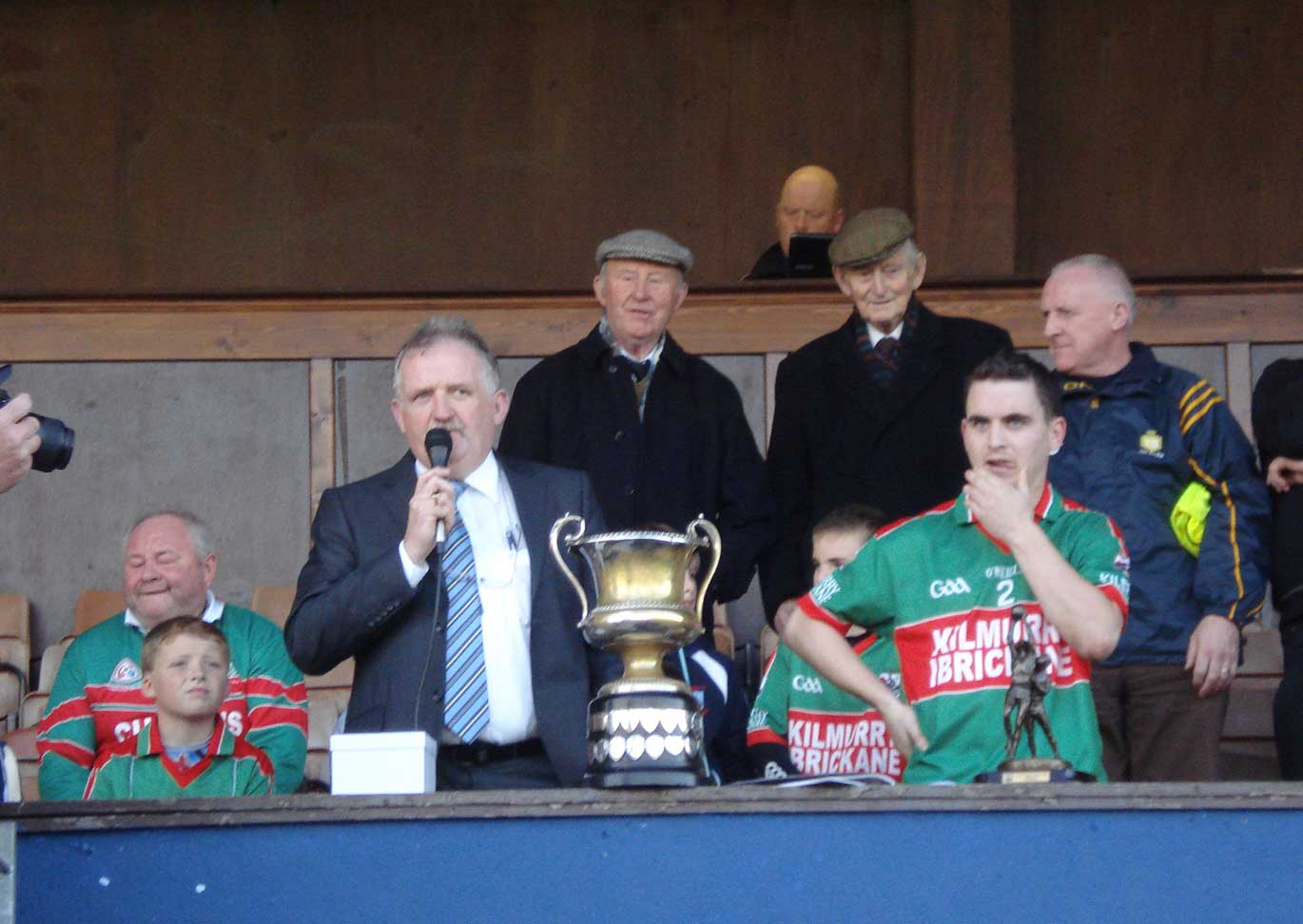
Presentatie van de Jack Daly Trofee aan Kilmurry Ibrickane GAA (KIB) aanvoerder Martin McMahon na het winnen van de "Clare Senior Football Championship" in 2012.

- Clare Senior Football Kampioen 1933, 1963, 1966, 1993, 2002, 2004, 2008, 2009, 2011, 2012[2], 2016[3], 2017[4]. Quilty GAA won de titel in 1935, 1936 en 1939.
- Munster Senior Club Football Kampioen 2004, 2009
- All-Ireland Senior Club Football Finalist 2010